# Lolium persicum
Lolium persicum là một loài thực vật có hoa trong họ Hòa thảo. Loài này được Boiss. & Hohen. mô tả khoa học đầu tiên năm 1854.